# La Jagua del Pilar
La Jagua del Pilar é um município da Colômbia, localizado no departamento de Guajira.